# Fujiwara no Yorimichi
Fujiwara no Yorimichi va ser un noble de la cort i un poeta de mitjans a finals del període Heian. Era el fill gran de Fujiwara no Michinaga, el Gran Ministre i Regent del clan Fujiwara del Nord. Els seus rangs oficials eren el Primer Grau Júnior, el Regent, el Canceller, el Gran Ministre i el Tercer Príncep Júnior.
De jove, va ser nomenat regent de l'emperador Go-Ichijo pel seu pare, Michinaga, i es va convertir en el seu tutor. Després de la mort del seu pare, va servir com la figura més important del govern imperial durant 50 llargs anys, durant els regnats dels emperadors Gosuzaku i Goreizei, i juntament amb el seu pare Michinaga, va construir l'època d'apogeu del clan Fujiwara. Un símbol d'aquest esplendor que es manté fins als nostres dies és el Saló del Fènix del temple Byodo-in, construït per Yorimichi.
Tanmateix, no només la seva filla, a qui va fer emperadriu, va ser beneïda sense fills, sinó que una sèrie de guerres, inclosa la invasió Toi, la Rebel·lió de Taira Tadatsune i la Zenkunen no Eki, van començar a sacsejar el sistema de poder absolut que havia existit fins aleshores tant des de dins com des de fora de la cort imperial. A més, en els seus darrers anys, l'emperador Gosanjo, que estava allunyat de Yorimichi, va pujar al tron, la qual cosa va provocar un declivi en el poder de la família regent i, finalment, va provocar una època de domini claustral i l'ascens dels samurais.

## Biografia
Quan Michinaga era viu

El seu pare, Michinaga, que va exercir un gran poder i va dirigir el govern imperial com a ministre de l'esquerra sota l'emperador Ichijo, va tenir dues esposes: Michiko, la filla del ministre de l'esquerra, Minamoto no Masanobu, i Akiko, la filla del ministre de l'esquerra, Minamoto no Takaakira, que va ser destituïda en l'incident d'Anna. Com a fills de Michishi, que es considerava l'esposa legítima, Yorimichi i Norimichi van rebre un tracte preferent en termes de promoció sobre els fills d'Akishi, Yorimune i Yoshinobu. A més, els fills de les germanes van ser fetes emperadrius.
L'any 998 va ingressar a la cort quan era nen, i l'any 1003, als 12 anys, el ministre de l'Interior, Fujiwara no Kinsue, li va donar el títol de la majoria d'edat, i va rebre el nom de Yorimichi i va ser ascendit a Cinquè Grau Junior. L'any 1006, als 15 anys, se li va atorgar el rang de Tercer Grau Júnior i es va convertir en un noble. Va ser promogut i nomenat Gon Dainagon el 1013.
Quan el príncep Kohira (el setè fill de l'emperador Murakami) va proposar casar-se amb la seva filla, la princesa Takahime, Michinaga es va mostrar satisfet amb la proposta de casar-se amb aquesta noble princesa amb Yorimichi, dient: "Un home depèn dels antecedents familiars de la seva dona" (és especialment important per a un home que els antecedents familiars de la seva dona siguin importants). La princesa Takahime era una dona preciosa amb talent literari i estava molt propera a Yorimichi, però no van poder tenir fills. L'emperador Sanjo, que va succeir a l'emperador Ichijo, havia patit una malaltia ocular que gairebé el va deixar cec, i quan el pare de Michinaga el va instar repetidament a abdicar a favor del príncep hereu Atsunari (segon fill de l'emperador Ichijo, que més tard esdevingué l'emperador Go-Ichijo; la seva mare biològica era la filla de Michinaga, un dels dos homes Shochina creats entre els Michinaga), o ell mateix i no abdicaria. Segons l'"Eiga Monogatari", l'Emperador va proposar de casar la seva filla, la princesa Yoshiko, amb Yorimichi per tal d'apaivagar a Michinaga, i Michinaga va acceptar, però Yorimichi, que només estimava la princesa Takahime, estava preocupat pel matrimoni. Michinaga va respondre renyant-lo, dient: "Per què un home hauria de parar amb una dona? A més, com que no tens fills, hauries de buscar un hereu a tot arreu", i el va obligar a casar-se, però Yorimichi aviat va caure greument malalt. Com a resultat de l'exorcisme, va aparèixer l'esperit venjatiu del príncep Kohira i es va cancel·lar el matrimoni. A més, el "Shogoki" (l'entrada del 13 de desembre de 1216) afirma que Yorimichi va caure malalt perquè se li va aparèixer l'esperit de Fujiwara no Ise.
El 1016, l'emperador Sanjo finalment va sucumbir a la pressió de Michinaga i va abdicar del tron al príncep imperial Atsunari, i Michinaga, el seu avi matern, es va convertir en regent. L'any següent, 1017, Yorimichi va ser ascendit a ministre de l'Interior, va ser proclamat regent en lloc del seu pare i va heretar el títol de cap del clan Fujiwara. En aquell moment, només tenia 26 anys, el que el converteix en el regent més jove de la història. El seu pare va ser ascendit a Gran Ministre d'Estat a finals del mateix any, però va dimitir l'any següent, consolidant el sistema de successió fent de mentor al jove Yorimichi com a antic regent.

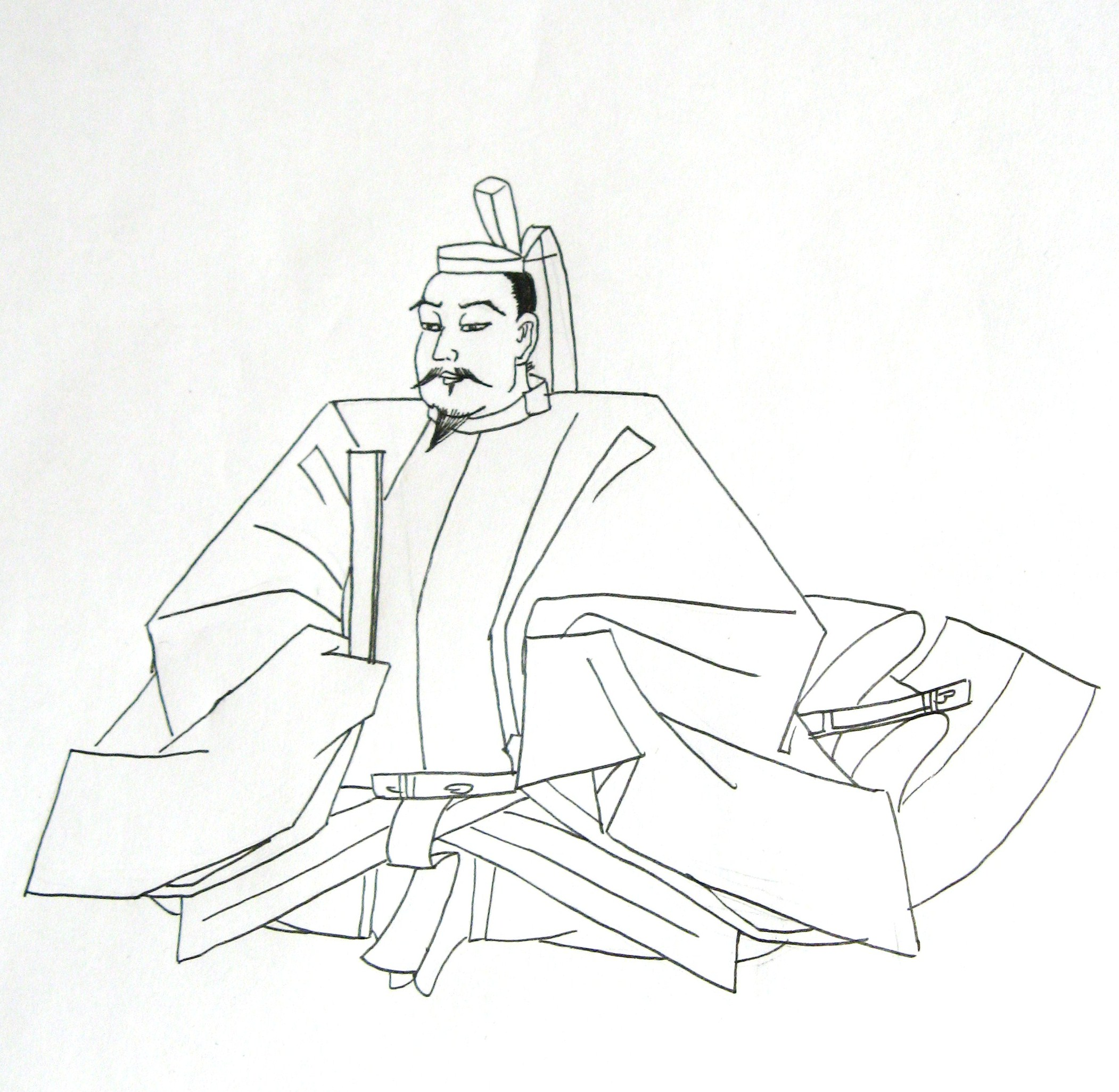
Retrat de Fujiwara no Yorimichi

Va esdevenir regent el 1019, i va ser ascendit al càrrec de ministre d'esquerra el 1021. Durant aquest temps, els preparatius del seu pare Michinaga per al futur començaven a donar els seus fruits, la seva tercera filla, Iko, va entrar a la cort de l'emperador Go-Ichijo i es va convertir en l'emperadriu, i la seva filla menor, Kishiko, va entrar a la cort del príncep hereu, el príncep Atsunaga (més tard emperador Go-Suzaku), i va donar a llum el príncep Chikahior (-Reizeer); Michinaga només s'havia convertit en monjo l'any 1019, però encara tenia un poder real, i Yorimichi va seguir els seus desitjos i el va consultar en qüestions importants. La invasió dels Toi va tenir lloc des de finals de març fins a l'abril d'aquell any, però Michinaga també va transmetre la seva pròpia opinió a Fujiwara no Sanesuke sobre com respondre quan els enviats coreans que havien enviat captius des de Corea van visitar Tsushima des de finals d'agost fins a setembre acompanyats de 270 japonesos que havien estat detinguts. Tot i que era el regent, es deia que Yorimichi va ser renyat per Michinaga davant dels nobles, i el 1023 i el 1025, el seu pare el va negar temporalment per mala conducta.
Yorimichi va estudiar amb Sanesuke de l'escola Ononomiya, un erudit de l'època molt versat en l'etiqueta i els costums de la cort, i es va fer amic d'ell, que era un crític de Michinaga, també va tenir una impressió favorable de Yorimichi.

## Després de la mort de Michinaga
El 1027, el seu pare, Michinaga, va morir. Sis mesos més tard, l'any 1028, va esclatar la rebel·lió de Taira Tadatsune a Kanto. Van trigar tres anys a reprimir la rebel·lió, deixant la regió de Boso, el principal camp de batalla, en ruïnes. Va ser Minamoto no Yorinobu qui va reprimir aquesta rebel·lió, que va marcar l'inici del poder del clan Seiwa Genji a la regió de Kanto i el començament de l'aparició a gran escala dels samurais a l'ull públic. Després de la mort de Michinaga, Yorimichi es va independitzar i va intentar establir el seu propi poder, i el 1029, després de la mort del Gran Ministre d'Estat, Fujiwara no Kinsue, es va convertir en el cap de la tropa.
Després de la mort de l'emperador Go-Ichijo el 1036, el seu germà petit l'emperador Go-Suzaku va pujar al tron, però el poder a la Cort Imperial es va concentrar en mans de Yorimichi, que va continuar servint com a regent com a oncle matern de l'emperador. {Nota 1} No obstant això, a diferència de Michinaga que va aconseguir tenir "tres emperadrius en una família", Yorimichi no va ser beneït amb cap fill i es va veure obligat a adoptar la filla del príncep Atsuyasu, la filla gran, a través de la seva dona Takahime, i fer-la entrar a la cort de l'emperador Gosuzaku com a emperadriu (Chugu).
La seva germana petita, Kishiko, que es va convertir en l'esposa de l'emperador Gosuzaku, va morir poc després de donar a llum al príncep imperial Chikahito, que va ser nomenat príncep hereu, per la qual cosa la princesa Teishi (la tercera filla de l'emperador Sanjo, néta de Michinaga per matrimoni i neboda de Yorimichi, però es van allunyar) que va donar a llum al príncep imperial Takahito. L'esposa de Yorimichi, de qui havia esperat el naixement d'un príncep, va morir després de donar a llum una princesa. El seu germà petit, Norimichi, va competir fent que la seva filla, Ikuko, entrés a la Cort Imperial, però ella mai va donar a llum un príncep imperial.
El 1045, l'emperador Suzaku va emmalaltir i va demanar a Takahito que fos el següent príncep hereu després de Takahito. Per tant, amb el pretext que sorgiria una disputa sobre la successió al tron si Chikahito tingués un fill, Yorimichi es va oposar a nomenar un príncep hereu, dient que era prematur. En resposta a això, el germanastre de Yorimichi, Gon Dainagon Yoshinobu (fill de Minamoto no Akiko), que no es portava bé amb Yorimichi, va pressionar l'emperador, dient: "Si no converteixes a Takahito en príncep hereu, quan ho faràs i el va instar a prendre una decisió ("El prince Takahito hauria de morir?" ho" i "Imakagami").

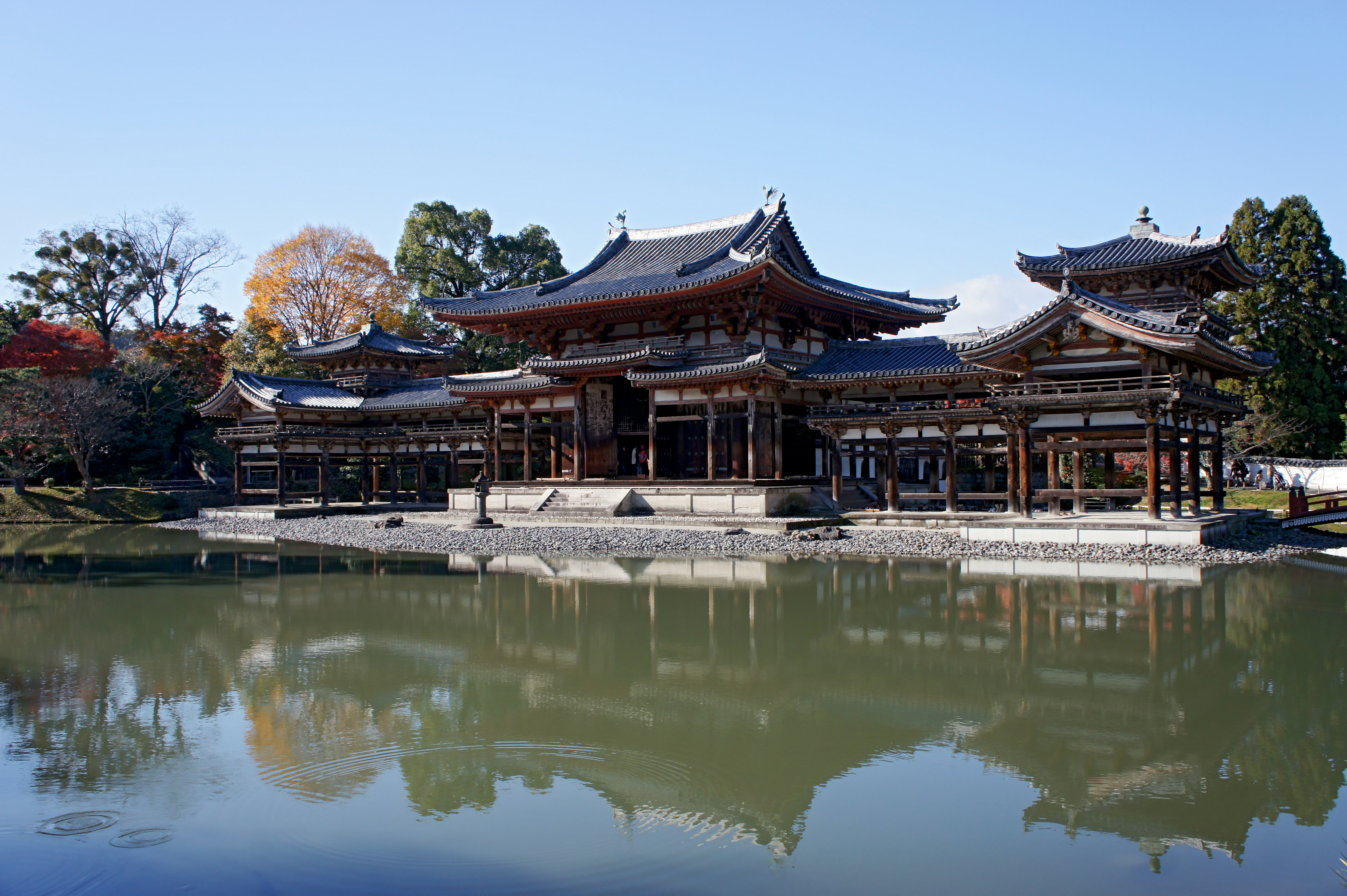
Temple de Byodoin Phoenix Hall

Així, amb l'ascens de Chikahito al tron (com a emperador Go-Reizei), el seu mig germà Takahito va ser nomenat príncep hereu. No obstant això, Yorimichi no va cooperar amb Takahito, que tenia poca connexió amb el clan Fujiwara {Nota 2} El 1050, va tenir la seva única filla, Kanshi, casar-se amb Goreizei i fer-la emperadriu, mantenint vives les seves esperances pel naixement d'un príncep imperial, però de nou no va ser beneït amb un fill.
Tanmateix, al voltant d'aquesta època l'augment de mansions havia posat les finances nacionals en un estat crític i la reorganització era necessària. Els principals senyors d'aquestes mansions eren famílies poderoses com Yorimichi. Yorimichi va iniciar l'emissió d'ordres de reorganització de mansions el 1040, 1045 i 1055, però finalment només va acabar protegint famílies poderoses (tot i que alguns consideren positiu l'èxit de frenar el creixement de les mansions).
L'any 1061, als 70 anys, Yorimichi va ser nomenat Gran Ministre d'Estat, aconseguint el rang més alt com a funcionari públic. L'any següent, el 1062, va seguir els passos del seu pare i va renunciar al càrrec de Daijo-daijin després de menys d'un any. El mateix any, la Zenkunen no Eki (guerra entre els dinou anys de guerra), que havia durat més de deu anys, finalment va arribar a la seva fi. El 1067, va renunciar a la seva posició com a Kanpaku i va ser nomenat Junsannomiya. El seu germà petit, Norimichi, va ser nomenat com a proper regent.
El març de 1068, l'emperador Goreizei va caure greument malalt i va quedar clar que l'accés al tron del príncep hereu Takahito, que havia estat descuidat durant molts anys, era inevitable que Yorimichi va presentar una petició per a la seva jubilació el 23 d'aquell mes, i se li va concedir el permís imperial el 16 d'abril. Després de la mort de l'emperador el 19 d'abril, Yorimichi es va retirar a Uji.

## Anys posteriors
A la mort de l'emperador Go-Reizei, el príncep hereu Takahito va pujar al tron (emperador Go-Sanjo). El nou emperador no tenia vincles de sang directes amb el clan Fujiwara, i en el millor de la seva joventut (35 anys) després d'haver suportat un llarg mandat de 25 anys com a príncep hereu, es va embarcar amb entusiasme en reformes a les finances nacionals, emetent la famosa Ordre de Reorganització de la Manor Enkyu. Les cases pairals de famílies poderoses com el clan Fujiwara tampoc van escapar a la revisió. El Gukansho explica la història que quan l'oficina d'arxius va demanar a Yorimichi que enviés documents, ell va respondre: "No tenim cap d'ells, així que no importa si els confisquem tots", i que només les mansions de Yorimichi estaven exemptes de presentar documents. Tanmateix, en realitat, les mansions de Yorimichi no van complir el procés de revisió. diari del seu net, Go-Nijo Michimichi-ki. Tanmateix, les nou àrees de la terra del temple de Byodoin, que eren el nucli de la finca de Yorimichi, es van deixar completament intactes. Segons "Kojidan", quan en Yorimichi es va assabentar que l'emperador havia ordenat als funcionaris del govern inspeccionar el territori del temple de Byodo-in, va fer els preparatius per rebre'ls ell mateix, però cap dels funcionaris va viatjar a Uji perquè temien Yorimichi. A més, des del punt de vista de l'emperador Gosanjo, tot i que els havia obtingut a l'últim moment just abans de la mort de l'emperador Goreizei, negar la validesa del Daijokanfu i del Daijokancho per al territori de Byodo era contrari a la política de l'Enkyu Shoen Sogo Rei (Ordre de reorganització de la Manor), que tractava com a oficials Daijokanfu i suspesos els Daijokanfu i els Daijokancho mansions que no les posseïen. Encara que Yorimichi va acceptar superficialment l'ordre de reorganització, va aconseguir contraatacar políticament fent que l'emperador reconegués el nucli de les seves mansions (el territori del temple de Byodoin). Es va convertir en monjo l'abril de 1072. El desembre del mateix any, l'emperador Gosanjo va abdicar després de quatre anys al poder al príncep hereu Sadahito (emperador Shirakawa). Es diu que tenia la intenció de convertir-se en emperador emperador i governar com a emperador de clausura sota la tutela del nou emperador, però va morir el maig de l'any següent després de només sis mesos. Es diu que Yorimichi, que havia estat en conflicte amb Gosanjo des de la seva època com a príncep hereu, es diu que va lamentar la mort prematura del savi senyor.
Quan era jove, Yorimichi tenia el tarannà amable d'un home ric, però després de mantenir el poder durant molts anys, va desenvolupar una inclinació per la vida extravagant i es va obsessionar amb la seva influència. Segons "Kojidan", Yorimichi desitjava fermament transmetre el càrrec de regent al seu propi fill, Michizane, però Jotomon'in (Shoshi) es va negar, citant la voluntat de Michinaga que el càrrec de regent després de Yorimichi s'hagués de passar a Norimichi, i es va veure obligat a passar-ho a Norimichi. En aquesta ocasió, Yorimichi va fer que el seu germà petit, Norimichi, que s'havia convertit en el regent, prometés que informaria a Michizane del següent regent, però Norimichi no va mostrar signes de seguir-ho, així que Yorimichi va dir: "No puc rendir-me a menys que vegi a Michizane en el seu càrrec (regent)". que va deixar en Yorimichi extremadament enfadat.
Va morir l'any 1074 a l'edat de 83 anys. La seva germana gran, Jotomon'in Shoshi, i el seu germà petit Norimichi, que l'havien recolzat durant l'apogeu de la política regent, també van morir de manera consecutiva entre aquell any i l'any següent, inaugurant l'era del govern claustral que va començar després que l'emperador Shirakawa abdiqués.
Tot i que Yorimichi va ser un home poderós durant molts anys, també va ocupar una posició cultural de lideratge. En particular, quan es tractava de poesia waka, no només era un poeta, sinó que també va participar activament en l'organització de concursos de poesia i en la compilació de col·leccions de poesia. A més, 14 dels poemes waka de Yorimichi s'han inclòs en antologies imperials, inclòs "Goshui Wakashu" (un poema). Com molts altres en aquell moment, Yorimichi també va portar un diari. No obstant això, com els diaris dels seus germans menors, Norimichi i Yorimune, s'ha dispersat i no s'ha transmès fins als nostres dies, i només s'han recollit alguns fragments com 'Ujitonogoki' i 'Kai-ki' a l'"Ingojojoruiki", "Kaigenburui" i "Entaireki".

## Carrera oficial
Data = calendari lunar

| Any                                                                                | edat | Historial de casos |
| ---------------------------------------------------------------------------------- | --- | --- |
| Choho 5è any (1003)                                                                | 12 anys | 20 de febrer, cerimònia de la majoria d'edat. Se li va concedir el rang de "Senior Fifth Rank Lower". Se li permet pujar al palau i utilitzar els colors prohibits. El 28 de febrer va ser nomenat cambrer. En una data desconeguda, va ser transferit al càrrec de Guàrdies imperials de comandament de la Guàrdia dreta. |
| Choho 6è any (1004)                                                                | 13 anys | El 7 de gener, va ser ascendit a Junior Quart rang inferior. El 24 de gener, va assumir el paper addicional de governador de la província d'Omi. |
| Kanko 2 (1005)                                                                     | 14 anys | El 22 d'octubre va ser ascendit a quart Júnior. |
| Kanko 3 (1006)                                                                     | 15 anys | El 4 de març va ser ascendit a Tercer Grau Júnior. El 22 de setembre va ser ascendit a Tercer Grau. |
| Kanko 4t any (1007)                                                                | 16 anys El 28 de gener va ser traslladat al càrrec de Gon no Daibu (ministre del govern) del príncep hereu (després emperador Sanjo i príncep Itsada).         | |
| Kanko 5è any (1008)                                                                | 17 anys | El 16 d'octubre va ser ascendit a Segon rang Júnior. |
| . Kanko 6è any (1009)                                                              | 18 anys El 4 de març, va ser transferit al càrrec de Chunagon (conseller secundari) i també va ocupar el càrrec de Saemon no Kami (cap esquerre de l'Emon-fu). | |
| Kanko 8 (1011)                                                                     | 20 anys | El 9 de juny, va ser ascendit a Shonii. |
| Chouwa 2n any (1013)                                                               | 22 anys | El 23 de juny, va ser traslladat a Gon Dainagon. |
| Chouwa 4t any (1015)                                                               | 24 anys | El 27 d'octubre, també va assumir el càrrec de General d'Esquerra de la Guàrdia Imperial. |
| Chouwa 5è any (1016)                                                               | 25 anys | El 29 de gener va ser detingut el príncep hereu Gondaifu. |
| Chowa 6 (1017)                                                                     | 26 anys | El 4 de març va ser traslladat al càrrec de ministre de l'Interior. 6 de març, general de la Guàrdia d'Esquerra, Nyogen. El 16 de març va ser proclamat regent. El 22 de març va dimitir del seu càrrec de Cap d'Esquerra de la Guàrdia Imperial.                                                                          |
| Kannin 3r any (1019)                                                               | 28 anys | El 22 de desembre es va retirar de la regència i va ser proclamat regent. |
| . Kannin 5è any El nom de l'era es va canviar pel primer any de l'era Jing (1021). | 30 anys | El 7 de gener va ser ascendit a Junior First Rank. El 25 de juliol va ser traslladat al càrrec de ministre d'Esquerra. El 10 d'agost es va emetre un decret imperial per situar-se per sobre del Gran Ministre d'Estat (Fujiwara no Kimiyoshi).                                                                            |
| Kohei 3r any (1060)                                                                | 69 anys | El 17 de juliol va dimitir com a ministre d'Esquerra. |
| Kōhei 4 (1061)                                                                     | 70 anys | El 21 de desembre va ser nomenat Primer Ministre. |
| Kōhei 5 (1062)                                                                     | 71 anys | El 2 de setembre dimiteix com a president del govern. |
| Kōhei 7 (1064)                                                                     | 73 anys | El 13 de desembre va dimitir com a cap del clan Fuji. |
| Jiriyaku 3r any (1067)                                                             | 76 anys | El 16 d'abril dimiteix com a regent. Va ser proclamat Tercer Príncep Associat. |
| Enkyu 4t any (1072)                                                                | 81 anys | 29 d'abril: Es va fer monjo. Nom budista: Rengekaku, més tard Jakkaku |
| Enkyu 6 (1074)                                                                     | 83 anys | Mort el 2 de febrer. |

## Genealogia
- Pare: Fujiwara no Michinaga
- Mare: Minamoto Michiko - Minamoto Masanobu
- Esposa: princesa Takahime - filla gran del príncep Kohira
  - Filla adoptada: Fujiwara no Masako (1016-1039) - filla gran del príncep Atsuyasu, emperadriu consort de l'emperador Gosuzaku
- Esposa: quarta filla de Fujiwara no Nagayori {nota 3} - Dama de Fujiwara no Shoko
- Esposa: Tai no Kimi - Filla de Minamoto no Norisada
  - Fill gran: Fujiwara Michifusa (1025-1044)
- Esposa: Fujiwara no Tsuneko - Filla de Fujiwara no Yorinari [nota 4}
  - Segon fill: Tachibana Toshitsuna (1028-1094) - fill adoptiu de Tachibana Toshito
  - Tercer fill: Kakuen (1031-1098) - 34è sacerdot en cap de Tendai i primer sacerdot en cap del temple Hossho-ji
  - Quart fill: Fujiwara no Sadatsuna (1032-1092) - fill adoptiu de Fujiwara no Tsuneie.
  - Cinquè fill: Fujiwara Tadatsuna (?-1084) - fill adoptiu de Fujiwara Nobuie
  - Filla gran: Fujiwara Hiroko (1036-1127) - Emperadriu de l'emperador Go-Reizei
  - Sisè fill: Fujiwara no Michizane (1042-1101)
  - Segona filla: Minamoto Tsunehisa (?-1055)[2]

A més, va adoptar el germà petit de la seva dona Takahime, Minamoto no Morofusa, i més tard també va adoptar els seus fills, Minamoto no Toshifusa i Ninkaku. També va adoptar Nobuie, el fill del seu germà petit, Norimichi, i més tard va adoptar el seu propi fill, Tadatsuna, com a fill seu. Morofusa i Nobuie es van criar en Yorimichi. A més, va adoptar Toshiie, el fill del seu germà petit Yorimune, i Akimoto, el fill de Minamoto no Toshikata, quan tots ells van arribar a la majoria d'edat. A més, segons "Shogoki" i altres fonts, va adoptar la seva germana petita, Ushiko, però es diu que això va ser perquè es va mostrar reticent a adoptar-la ja que el seu pare, Michinaga, ja s'havia convertit en monjo quan es va convertir en consort del príncep hereu Atsunaga.

## Títols relacionats
pel·lícula

- "Young Warrior Under the Moon" (Nikkatsu, 1957) interpretat per Masao Shimizu

Drama televisiu

"Honoo Tatsu" (drama de la NHK Taiga, juliol de 1993 - març de 1994) interpretat per Satoshi Morizuka "To You, the Shining One" (NHK Taiga Drama, 2024) Repartiment: Atsuhiro Kobayashi → Kira Miura → Haruto Ohno → Keisuke Watanabe.